# Cementiri de Sant Feliu de Llobregat
El Cementiri és una obra de Sant Feliu de Llobregat (Baix Llobregat) inclosa a l'Inventari del Patrimoni Arquitectònic de Catalunya.

## Descripció
Cementiri de planta rectangular amb els nínxols disposats en fileres, els uns sobre els altres. Destaca els murs de la zona frontal, són arrebossats, el material dibuixa arcs escarsers i a la zona superior, una sanefa de formes geomètrica. Remata el mur, unes formes semicirculars, com si fossin el remat dels pilars que suporten els falsos arcs.

## Història
Cementiri construït durant el segon quart del segle xx.